# Ількевич Григорій Степанович
Ількевич Григорій Степанович (тж. Ількєвич; тж. використовував прибране ім'я Мирослав, відомий тж. як Мирослав з Городенки, (пол. Mirosław z Horodenki) (13 жовтня 1803, село Нове Село, Жовківського обводу (округу), тепер Жовківського району Львівської області — 1841, з березня до травня, місто Городенка, тепер Івано-Франківська область) — український фольклорист, етнограф і педагог.

## Біографія
Походив з руської греко-католицької родини. Володів польською, німецькою, російською мовами, знав латинську та грецьку мови. Починаючи з 1820 року провадив етнографічні експедиції. Працював вчителем у Коломиї (1822—1835) та в Городенці (1835—1841). Дискусійним лишається питання його належності до гуртка Маркіяна Шашкевича.

### Сім'я
Лишилися відомості про молодшого брата Григорій — Матвія, який загинув 2 листопада 1848 року під час бомбардування Львова, трьох синів: Юліана, Еміліана, Корнилія та четвертого, Ісидора, що був народженний по смерті Григорія від подружжя його колишньої жінки Ю. Дашовської та Й. Киричинського.

## Спадщина
Найбільш відому працю Ількевича, «Галицкіи приповѣдки и загадки» відредагували й видали брати Яків та Іван Головацькі. Матеріали цієї праці використовували наступні покоління українських мовознавців. Зокрема нею користувався Іван Франко готуючи «Галицько-руські народнї приповідки», слова й приклади з «Приповѣдок…» Ількевича можна побачити в Словнику виданого під порядкуванням Грінченка.
З великого «Збірника українських історичних пісень» (залишився в рукописі) дещо опубліковано в «Русалці Дністровій» і фольклорно-етнографічних виданнях Якова Головацького.
Видав кілька етнографічних статей польською мовою.
Зафіксував українську пісню про Віденську битву складену, за Франком, львівським єпископом Й. Шумлянським. Її опублікував Жегота Паулі під назвою пол. «Odsiecz Wiednia i bitwa pod Parkanami, 1683» в його двотомному пол. «Pieśni ludu ruskiego w Galicji» («Пісні руського народу в Галичині», 1839—1840).
Творчий доробок та життя Ількевича вивчали Іван Франко та його син Андрій. Зокрема саме Франко-старший ідентифікував Мирослава з Городенки як Григорія Ількевича, а Андрій встановив обставини його життя, приблизну дату смерті, склав реєстр праць.

## Імена, підписи та псевдоніми
- Григорій Ількевич (Григори̂ Ількєвич максимовичівкою в «Галицкіх приповѣдках и загадках») — справжнє ім'я.
- Myrosław Ilkiewicz — на рукопису зібрання українських пісень.
- Gregor Mirosław Ilkiewicz — підпис на рукописній збірці приповідок.
- Gr. Mir. Ilkiewicz — скорочений підпис перед її німецькомовною передмовою.
- нім. Triviallehrer (Ількевич займав посаду «тривіяльного вчителя») та нім. Sammler (колекціонер) — на тій жі збірці приповідок.
- Mirosław I……cz — під розвідкою «O mitologii ruskiej według podania ludu» надрукованій в альманасі «Sławianin» (Львів, 1838).

## Праці
- Григори̂ Ількєвич. Галицкіи приповѣдки и загадки. Зо̂браніи Григорим Илькєвичом. — У Вѣдни : Напечатано черенками о. о. Мехитаристо̂в, 1841. — 500 прим. — (PDF)
- Григори̂ Ількєвич. Галицькі приповідки і загадки / Львів. нац. ун-т ім. І. Франка, Наук. б-ка ; Зібрані Григорієм Ількевичем; [Авт. післямови: Р. Кирчів]. — Репр. вид. — Львів : ЛНУ, 2003. — VI, 124, X, [1] с. — (До 200-ліття від дня народж. Г.Ількевича (Мирослава з Городенки)) — 500 прим. — ISBN 966-613-287-7.
- Народні пісні в записах Григорія Ількевича / Упоряд. та примітки Григорій Васильович Дем'ян, Роман Федорович Кирчіва. — Львів : Каменяр, 2003. — С. 142. — (Бібліотека „Карпати“) — 1000 прим. — ISBN 5-7745-0310-0.
- Рукописне «Sobranyje Piseń ruskich historycznych czrez Mirosława Ilkiewicza» («Зібрання пісень руських історичних Мирослава Ількевича»)
- I……cz Mirosław. O mitologii ruskiej według podania ludu // Sławianin : альманах. — Lwów, 1838. — T. 2. — S. 91–95.
- Mirosław. Zabobony istnące miȩndzy ludem prostym w Galicyi // Rozmaitości : pismo dodatkowe do Gazety Lwowskiej. — Lwów, 1836. — Nr 27. — 2.VII. — S. 217–218.